# Каффиери, Жан-Жак
Жан-Жак Каффиери, или Каффьери (фр. Jean-Jacques Caffieri; 30 апреля 1725, Париж — 21 апреля 1792, Париж) — скульптор французского неоклассицизма. Наиболее известный представитель большой семьи потомственных художников: скульпторов, мастеров-бронзовщиков, чеканщиков, мебельщиков, резчиков по камню и дереву.

## Семья художников Каффиери
Основателем семьи был Филипп Каффиери Старший (1634—1716). Уроженец Рима, он в 1660 году переехал во Францию. До 1689 года работал мебельщиком и резчиком по дереву при дворе короля Людовика XIV, чем внёс свой вклад в формирование «большого стиля» Людовика XIV. Его сын Франсуа-Шарль Каффиери (1667—1729) унаследовал дело отца и передал его своему сыну Шарлю-Филиппу (1695—1766), а тот своему — Шарлю-Мари Каффиери (1736—?). Но более всех прославился младший сын Филиппа Каффиери Старшего — Жак Каффиери (1673—1755), бронзовщик, литейщик, чеканщик и скульптор эпохи рококо в годы правления Людовика XV. Жак Каффиери выполнял заказы королевского двора вместе со своим сыном Филиппом Каффиери Вторым (1714—1774).

## Биография и творчество Жан-Жака Каффиери
Жан-Жак Каффиери был вторым сыном Жака Каффиери. Первые уроки получил у отца. Был учеником Жана-Батиста Лемуана Младшего. В 1748 году получил Римскую премию и в 1749—1753 годах обучался на вилле Медичи во Французской академии в Риме. В 1757 году был принят в Королевскую академию живописи и скульптуры в Париже. В 1759 году за статуэтку «Божество реки» (Париж, Лувр) получил звание академика, в 1773 году — звание профессора. Выставлял свои произведения в Салоне с 1757 по 1789 год. В качестве академического скульптора был постоянным соперником Жана-Антуана Гудона.
Каффиери был придворным скульптором при короле Людовике XV. Прославился портретами знаменитых людей Франции в стиле академического классицизма с аллюзиями рококо, что особенно заметно в его предпочтении терракоты академическому мрамору.
Жан-Жак Каффиери работал над декоративным оформлением интерьеров здания театра «Комеди Франсез». Для фойе театра он выполнил ряд бюстов: драматургов Пирона (1762) и Ротру (1783), Мольера (1781). По заказу графа д’Анживийе, директора королевских строений, для «Галереи великих людей Франции» создал статуи Корнеля (1779) и Мольера (1787), «Портрет астронома Пенгре» (1788), «Портрет драматурга Фавара» (1783, оба — Париж, Лувр). Работал в области мемориальной скульптуры: проект надгробия «Дружба, скорбящая над прахом усопшего» (1767, Париж, Лувр); композиция, посвящённая памяти мадам Фавар (1774, Париж, Лувр); медальон учёного М. Ардингелли и многое другое.
- Произведения Жан-Жака Каффиери
- Божество реки. 1759. Мрамор. Лувр, Париж
- Бюст поэта и драматурга Алексиса Пирона. 1762. Терракота. Музей изящных искусств Дижона
- Портрет молодой женщины. Ок. 1770 г. Терракота. Дворец Почётного легиона, Сан-Франциско, Калифорния
- Бюст гуманиста Никола Клода Фабри де Пейреска. 1787. Терракота. Библиотека Мазарини, Париж
- Мольер. 1787. Мрамор. Лувр, Париж
- Пьер Корнель. Ок. 1780 г. Терракота. Музей изящных искусств, Руан
- Бюст драматурга Жана Ротру. Терракота. Музей истории и искусства, Дре
- Бюст комедиографа и либреттиста Шарля-Симона Фавара. 1783. Терракота. Лувр, Париж
- Скульптурная группа в память об актрисе мадам Фавар. 1727—1772. Мрамор. Лувр, Париж